# 1785

## Esdeveniments
Països Catalans
- 6 d'abril - El bisbe d'Urgell confirma els privilegis d'Andorra i és reconegut com a copríncep.

Resta del món
- 22 de març: el comte de Floridablanca sol·licita, de tots els intendents, una relació puntual de totes les jurisdiccions inferiors i llocs de la seva intendència per fer el cens de Floridablanca, el primer cens modern espanyol.
- S'adopta el dòlar com a moneda nacional dels Estats Units.
- Publicació de la Grundlegung zur Metaphysik der Sitten (Fonamentació metafísica dels costums), obra moral de Kant.
- El Marquès de Sade conclou Les 120 jornades de Sodoma mentre és presoner a La Bastilla.[1]

## Naixements
Països Catalans
- 26 de setembre, Borredà (Berguedà: Josep Manso i Solà, capità general de l'exèrcit reial en els regnats de Ferran VII i Isabel II.

Resta del món
- 4 de gener, Hanau: Jacob Grimm, lexicògraf i historiador de la mitologia alemanya (m. 1863).
- 26 de febrer, Kymlinge, Estocolm: Anna Sundström, química sueca. coneguda com la primera dona química de Suècia.[2]
- 4 d'abril, Frankfurt del Main: Bettina von Arnim, escriptora alemanya del romanticisme (m. 1859)[3]
- 9 d'abril, Tuña, Tinéu, Astúries: Rafael del Riego, general espanyol i polític liberal.
- 20 de juny, San Carlos (Uruguai): Manuel Basilio Bustamante, president de l'Uruguai (m. 1863).
- 6 de juliol, Norwich (Anglaterra): Sir William Jackson Hooker, botànic i il·lustrador botànic anglès (m. 1865).[4]
- 13 de novembre, Dorset, Anglaterra: Caroline Lamb, aristòcrata i novel·lista britànica (m. 1828).[5]
- Lviv: Wenceslau Severin Rzewuski, orientalista polonès.
- Viena: Stephan Franz, compositor austríac del Romanticisme.

## Necrològiques
- 3 de gener: Baldassare Galuppi, compositor venecià (78 anys).
- 15 de desembre, Estocolm: Lars Lalin, poeta i compositor suec.
- Venècia, República de Venècia: Leopoldo de Gregorio, conegut com el Marquès d'Esquilache, polític espanyol d'origen italià destacat en el regnat de Carles III d'Espanya (n. 1700).